# Scott Raynor
Scott William Raynor, Jr.  (ur. 23 maja 1978 w Poway w Kalifornii) – amerykański muzyk, najbardziej znany jako pierwszy perkusista zespołu rockowego Blink-182. Raynor po raz pierwszy podszedł do perkusji w wieku kilkunastu lat jako fan Metalliki. Jako 14-latek dołączył do Blink-182 i kontynuował współpracę z zespołem. Grał na następujących płytach: Flyswatter (1992), Buddha (1993), Cheshire Cat (1994) i Dude Ranch (1997). Zanim skończył 19 lat, grupa zgromadziła dużą rzeszę fanów i złotą płytę, Dude Ranch (1998). Jego intensywne spożywanie alkoholu spowodowało napięcie w trio, co doprowadziło do walki, która z kolei doprowadziła do jego zwolnienia z zespołu w połowie trasy w 1998. Jego miejsce zajął Travis Barker podczas nagrywania Enema of the State.
Od momentu startu z grupy Raynor występował z wieloma różnymi grupami i wspierał organizację charytatywną StandUp for Kids.